# Heinrich Wilhelm Kreußler

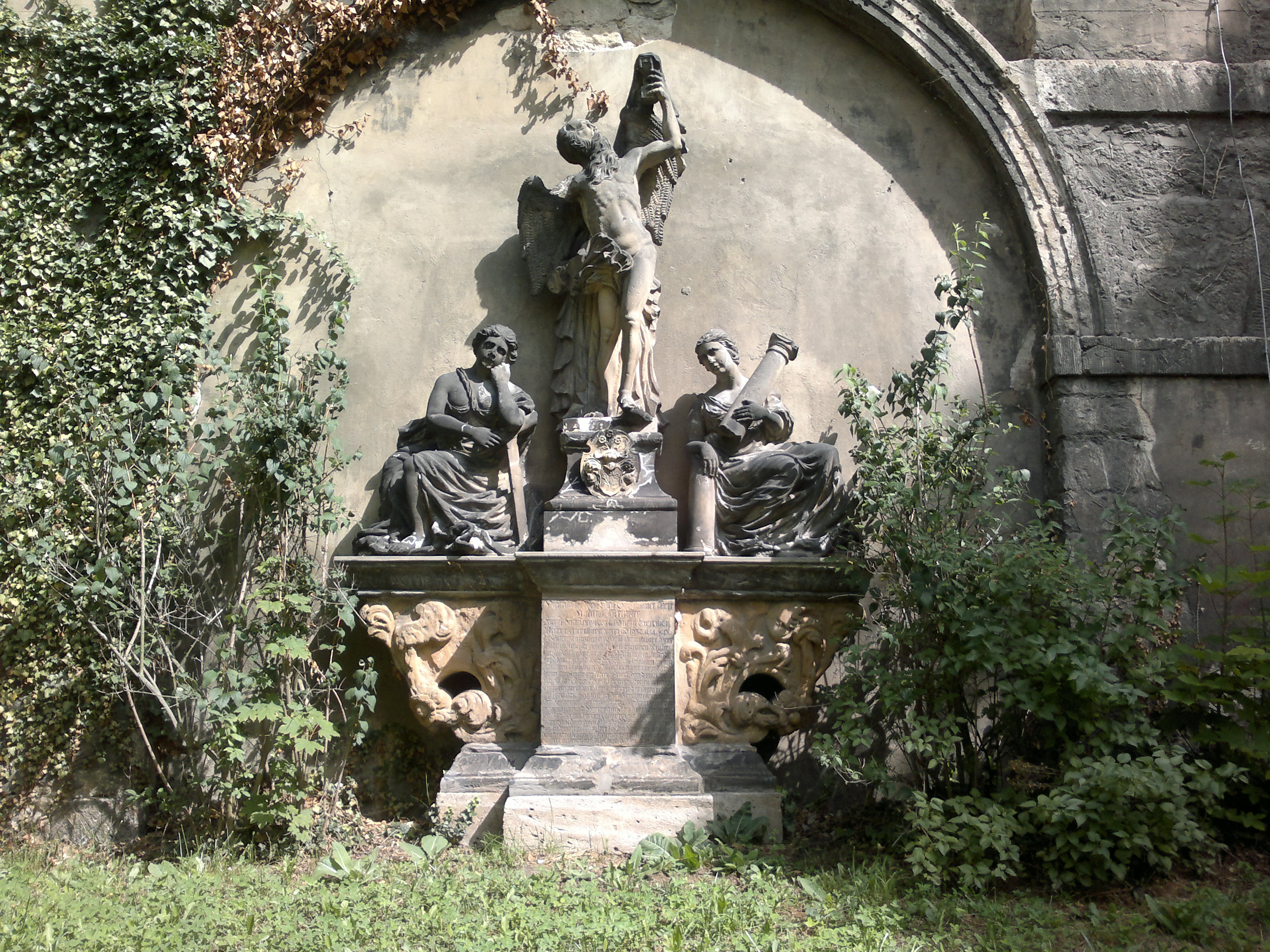
Grabmäler der Fechtmeisterfamilie Kreußler, Südseite Friedenskirche, Johannisfriedhof in Jena

Heinrich Wilhelm Kreußler (* 12. März 1690 in Jena; † 5. August 1752 ebenda) war Fechtmeister an der Universität in Jena.
Die Kreußlers waren Gegenstand von Anekdoten. Gerade Heinrich Wilhelm Kreußler war Gegenstand einer solchen.
Berühmt ist das Fechten von Heinrich Wilhelms Vater Johann Wilhelm Kreußler (1664–1722) mit August dem Starken, nachdem er dessen Fechtmeister förmlich deklassierte und dann den Kurfürsten, der auch ein ausgezeichneter Fechter war, entwaffnete und dieser wiederum gefragt haben soll, ob er entweder der leibhaftige Teufel oder der Kreußler aus Jena sei. Der ‚Unbekannte‘ in Schwarz bekannte der Letztere zu sein. Einer seiner Schüler war Siegmund Carl Friedrich Weischner (1703–1774), der in Weimar Hof- und Gymnasialfechtmeister wurde. Durch Heirat war Weischner auch familiär mit den Kreußlers verbunden.
Da Kreußlers Sohn Wilhelm Ernst (1723–1787) kein Fechter war, adoptierte Kreußler, um die Familientradition zu bewahren,  seinen Schüler Johann Wolfgang Bieglein (1700–1780), der dann als sein Adoptivsohn die Fechttradition in Jena fortführte, die der Urgroßvater Wilhelm Kreußler (1597–1673) begründet hatte.
Kreußler wurde in der Grabstätte der Familie Kreußler auf dem Johannisfriedhof Jena begraben.